# Wahl
『Wahl』（ヴァール）は、2020年7月15日に発売されたRoseliaの2枚目のアルバムである。
通常盤（BRMM-10267）とBlu-ray付生産限定盤（BRMM-10266）の2種類をリリース。
CDは6枚目から10枚目のシングルまで収録された6曲と1枚目のアルバムにも収録された3曲のほか、アルバム用新曲として「Song I am.」「Break your desire」「Avant-garde HISTORY」の3曲が追加された。一部曲において、明坂聡美から志崎樺音にボーカル・コーラスが差し替えられている。
生産限定盤には、2019年8月3日、8月4日に富士急ハイランドコニファーフォレストで開催されたRoseliaの単独ライブ、DAY1 「Flamme」、DAY2 「Wasser」のライブ映像を収録した2枚組のBlu-rayのほか、フォトブックレットが付属する。

## 作品背景・内容
タイトルのWahlはドイツ語で選択を意味する単語であり、ボーカルの相羽あいなはSkreamの宮﨑大樹とのインタビューの中で、いずれの楽曲もキャラクターそれぞれが選択した故の曲であると話している。
6曲目の「Avant-garde HISTORY」は、紗夜が初めて作った楽曲という設定があり、紗夜を演じた工藤晴香はそれがゆえにギターが際立っているとインタビューの中で話しており、3拍子もバンド史上初めてであると述べている。同楽曲の歌詞はテレビアニメ版がもとになっているものの、相羽はそれだけにとどまらず、バンドが危機を乗り越えて頂点を目指そうという感情を書き起こしたような曲であると話している。また、上品な言葉遣いが多いRoseliaにしては珍しく「穿て！」といった過激な言い回しも含まれており、相羽は歌っていて従来とは異なるアプローチを感じたと話している。
7曲目の「Break your desire」は、本アルバムが初出であり、アルバム収録曲の中でもテンポが速い曲である。また、同楽曲は「一緒にライブをしてみたいバンドは？」というテーマの人気投票でRoseliaが一位を取った記念として制作されており、相羽はRoseliaからの挑戦状のような楽曲であると説明している。
「約束」はリサが作詞を、友希那が作曲をそれぞれ務めたという設定がある。また、「"UNIONS" Road」は友希那があこと燐子を思い受けて制作したという設定がある。
最終トラックである「Song I am.」は「選択」というテーマに最も深く関係している。

## 収録内容

### CD（生産限定盤・通常盤共通）
※とある人物は楽曲発表時点でElements Gardenに所属していたことを示す。
「FIRE BIRD」と「Break your desire」を除く全作詞：織田あすか※、「Avant-garde HISTORY」と「約束」を除く全編曲：藤永龍太郎※
1. R
  - 作曲：上松範康
  - 6thシングル。
2. BRAVE JEWEL
  - 作曲：上松範康※
  - 7thシングル。
3. Determination Symphony
  - 作曲：藤永龍太郎※
4. FIRE BIRD
  - 作詞・作曲：上松範康※
  - 9thシングル。
5. Safe and Sound
  - 作曲：藤田淳平※
  - 8thシングル。
6. Avant-garde HISTORY
  - 作曲・編曲：藤田淳平※
7. Break your desire
  - 作詞：Spirits Garden、作曲：上松範康※
8. Re:birth day
  - 作曲：藤永龍太郎※
9. Neo-Aspect
  - 作曲：藤永龍太郎※
10. 約束
  - 作曲・編曲：竹田祐介※
  - 10thシングル。
11. “UNIONS” Road
  - 作曲：藤永龍太郎※
  - 10thシングルのカップリング曲。
12. Song I am.
  - 作曲：藤永龍太郎※

### Blu-ray（生産限定盤のみ）
1. Roselia「Flamme」ライブ映像（2019年8月3日、富士急ハイランドコニファーフォレスト）
2. ONENESS
3. R
4. BRAVE JEWEL
5. LOUDER
6. ETERNAL BLAZE（OA：水樹奈々）
7. 残酷な天使のテーゼ（OA：高橋洋子）
8. This game（OA：鈴木このみ）
9. FIRE BIRD
10. Safe and Sound
11. Neo-Aspect
12. Ringing Bloom
13. 陽だまりロードナイト
14. BLACK SHOUT
15. 熱色スターマイン
16. Roselia「Wasser」ライブ映像（2019年8月4日、富士急ハイランドコニファーフォレスト）
17. Determination Symphony
18. R
19. BRAVE JEWEL
20. Sanctuary
21. 残酷な天使のテーゼ（OA：高橋洋子）
22. ETERNAL BLAZE（OA：水樹奈々）
23. This game（OA：鈴木このみ）
24. Ringing Bloom
25. Re:birth day
26. FIRE BIRD
27. BLACK SHOUT
28. Neo-Aspect
29. LOUDER
30. 熱色スターマイン

## 演奏
- 藤永龍太郎
  - All Guitar
  - Keyboards, Programming & All Other Instruments (#1-5.7.8.9.11.12)
- Kei Nakamura：All Bass
- Shohei：Drums (#1.2.3.8.9)
- 山内“masshoi”優：Drums (#4.5.6.10.11)
- 藤田淳平：All Other Instruments & Programming (#6)
- 比田井修：Drums (#7.12)
- 竹田祐介：All Other Instruments & Programming (#10)

## 反響
本作は、2020年7月度のオリコン月間アニメアルバムランキングにおいて1位を獲得した。

## 評価
ライターの一条皓太は、アキバ総研に寄せたレビューの中で、『Wahl』のラインナップについて、「R」などの定番曲などが収録されていることから、聴く前から勝利が約束されている感じがしたと述べると同時に、初めて収録されたことを知った曲もあり、彼女たちの躍進を再確認したと評している。一条は、本アルバムに収録されている新曲についても言及しており、いずれの曲も青い炎のように冷静さと誇り高き力強さを併せ持った雰囲気を持っていると述べている。